# هنري شيبارد
هنري شيبارد (بالإنجليزية: Henry Sheppard)‏ هو لاعب كرة قدم أمريكية أمريكي، ولد في 12 نوفمبر 1952 في كورو في الولايات المتحدة.

## وصلات خارجية
- هنري شيبارد على موقع مرجع كرة القدم المحترفة.كوم (الإنجليزية)